# Gisèle Halimi
Gisèle Halimi (La Goulette, 27 de julho de 1927 — Paris, 28 de julho de 2020), nascida Zeiza Gisèle Élise Taïeb (em árabe:  جيزيل حليمي), foi uma advogada feminista, ativista e ensaista franco-tunisina.

## Biografia
Nascida em La Goulette, Tunísia, filha de um berber e de uma judia tunisiana, foi educada num liceu francês na Tunísia, e depois estudou na Universidade de Paris, onde se graduou em direito e filosofia. Sua infância e a forma como ela se mistura uma identidade judaico-muçulmana era discutida em suas memórias, Le lait de l'Oranger.
Em 1948 obteve o título de advogada e tem exercido a profissão em Paris desde 1956. Atuou como advogada da Frente de Libertação Nacional da Argélia, especialmente no caso da militante Djamila Boupacha, torturada em 1960. Em 1961, escreveu um livro sobre o caso. A obra contou com uma introdução de Simone de Beauvoir.
Halimi foi presidenta da comissão de investigação do Tribunal Russell sobre os crimes de guerra estadounidenses na guerra de Vietname, e observadora judicial nos processos de Rabat, de Atenas e de Burgos; neste último ela foi delegada da Federação Internacional de Direitos do Homem. Também, ela tem defendido  independentistas bascos, e tem sido conselheira em muitos casos relacionados com  direitos da mulher, tal como o julgamento por aborto de Bobigny em 1972.
Em 1971, fundou o grupo feminista Choisir la cause des femmes («Escolher a causa das mulheres»), para proteger as mulheres que haviam assinado o Manifesto das 343, no qual admitiam  ter realizado um aborto. Em 1972, Choisir transformou-se numa organização reformista e realizou uma campanha de grande influência para conseguir a aprovação de uma lei que permitisse a contracepção e o aborto,  a qual foi finalmente levada a cabo por Simone Veil, em 1974.
Em 1981, Halimi foi eleita membro da Assembleia Nacional da França, como socialista independente, e foi deputada por o departamento de Isère até 1984. Entre 1985 e 1987, foi delegada na UNESCO.
Em 2006, publicou uma carta aberta à chanceler alemã Angela Merkel, sobre a abertura de Artemis, um bordel de grandes dimensões em Berlim, cuja abertura coincidiu com os preparativos  da Copa Mundial de Futebol de 2006.
Morreu no dia 28 de julho de 2020, aos 93 anos.

## Obra
Halimi foi autora, entre outros livros, de Le procés de Burgos (O processo de Burgos, 1971) sobre o julgamento sumarísimo que se levou a cabo durante a ditadura franquista conhecido como processo de Burgos. Foi também autora de La Cause des femmes (A causa das mulheres, 1973). Igualmente, foi animadora e colaboradora do trabalho coletivo Le Programme commun des femmes (O programa comum das mulheres, 1978) que delineava as mais importantes necessidades da mulher, do ponto de vista legal, médico, educacional e profissional, e sugeria soluções que deveriam ser escolhidas somente pelo voto feminino.

### Publicações
- Djamila Boupacha (Gallimard, 1962) ;
- Le procès de Burgos (1971) ;
- La cause des femmes (1973) ; ISBN 2-246-00028-9
- Avortement, une loi en procès (1973) ;
- The Right to Choose (1977); ISBN 0-7022-1433-7
- Viol, Le procès d'Aix: Choisir la cause des femmes (1978)
- Le Programme commun des femmes (1978) ; ISBN 2-246-00572-8
- Milk for the Orange Tree (1988) ; ISBN 0-7043-2738-4
- Une embellie perdue (1995) ; ISBN 2-07-073788-8
- La nouvelle cause des femmes (1997) ; ISBN 2-02-031973-X
- Fritna (1999) ;  ISBN 2-259-19134-7
- La parité dans la vie politique (1999) ; ISBN 2-11-004376-8
- Avocate irrespectueuse (2002) ; ISBN 2-259-19453-2
- Le procès de Bobigny : Choisir la cause des femmes, prefácio de Simone de Beauvoir, re-editado em 2006, ISBN 2-07-077515-1 ;
- La Kahina (2006) ; ISBN 2-259-20314-0
- Ne vous résignez jamais (2009) ; ISBN 978-2-259-20941-0
- Histoire d'une passion (2011); ISBN 2-259-21394-4, OCLC 706016623

## Prêmios e honrarias
- Oficial da Ordem Nacional da Legião de Honra. 2006
- Comandante da Ordem Nacional do Mérito. 2009
- Comandante da Ordem Nacional da Legião de Honra. 2013